# The Philanthropist
The Philanthropist é uma série de televisão estadunidense produzida e exibida pela NBC às quartas-feiras entre 24 de junho de 2009 e 12 de agosto de 2009. O programa foi uma série de televisão limitada, cuja filmagem aconteceu na África do Sul. Em 21 de outubro de 2009, a série foi cancelada pela rede de exibição, apesar de os telespectadores discordarem do fim do programa.

## Elenco
| Ator                     | Personagem        |
| ------------------------ | ----------------- |
| James Purefoy            | Teddy Rist        |
| Jesse L. Martin          | Philip Maidstone  |
| Neve Campbell            | Olivia Maidstone  |
| Michael Kenneth Williams | Dax               |
| Lindy Booth              | A.J. Butterfield  |
| Krista Allen             | Julia Carson Rist |
| James Albrecht           | Gerard Kim        |